# برنامه فضایی پروازگر آزاد مراقبت انسان در کلمبوس
برنامه «پروازگر آزادِ تحت مراقبتِ انسان در کلمبوس» (MTFF) یک برنامه از سازمان فضایی اروپا (ESA) بود که هدف آن توسعه یک ایستگاه فضایی برای انجام انواع آزمایش‌های میکروگرانشی است. این برنامه نیازهای ESA برای یک پلتفرم فضایی خودمختار و دارای خدمه را برآورده می‌کرد. برنامه مربوطه شامل یک ماژول کلمبوس متصل به یک ماژول خدماتی می‌باشد که شامل جمع‌کننده‌های انرژی خورشیدی، ارتباطات و سایر خدمات است. این برنامه از سال ۱۳۶۵ تا ۱۳۷۰ اجرا شد و هزینه آن به همراه پرتاب و استفاده، ۳٫۵۶ میلیارد دلار تخمین زده شده بود. این برنامه در حالی که هنوز در مرحله برنامه‌ریزی بود، لغو شد. جنبه‌هایی از این برنامه، بعدها در آزمایشگاه علمی کلمبوس که به ایستگاه فضایی بین‌المللی (ISS) متصل است، محقق شد.

## تاریخچه
هیئت مدیره سازمان فضایی اروپا (ESA) برنامه کلمبوس را در سال ۱۹۸۵ تأیید کرد. مانند ماژول‌های لجستیکی چندمنظوره (MPLMs) و وسیله نقلیه خودکار حمل‌ونقل (ATV) برای تأمین مجدد، ریشه‌های کلمبوس به اسپیس‌لب اروپا بازمی‌گردد. برنامه کلمبوس با هدف تکمیل ایستگاه فضایی آزادی ناسا طراحی شده بود.
در ابتدا، برنامه کلمبوس شامل سه پیکربندی پرواز بود:
- یک پروازگر آزاد تحت مراقبت انسان (MTFF)، به عنوان یک عنصر ایستگاه فضایی
- یک ماژول فشرده متصل (APM)، به عنوان یک جزء ایستگاه فضایی دارای خدمه
- یک سکوی قطبی بدون خدمه (PPF) برای سنجش از دور و بازگشت داده‌ها

کل بسته کلمبوس (MTFF, APM, PPF) به همراه پرتاب و استفاده، هزینه‌ای معادل ۳٫۵۶ میلیارد دلار داشت. هزینه‌های تخمینی برای عنصر MTFF به تنهایی بین ۱۶۰ تا ۱۸۰ میلیون دلار در سال ۱۹۸۶ بود. عنصر MTFF توسط هواپیمای فضایی هرمس که بر روی آریان ۵ پرتاب می‌شد، خدمات‌رسانی می‌شد و به‌طور دوره‌ای به ایستگاه برای نگهداری و پیکربندی مجدد پرواز می‌کرد. ناسا برنامه MTFF را تأیید کرد، اگرچه این برنامه نیازمند امکانات اضافی ارتباطات، اسکله‌سازی، پردازش داده و سایر منابع ایستگاه بود. هرمس به پروازگر آزاد تحت مراقبت انسان متصل می‌شد تا آزمایش‌های میکروگرانشی را بازیابی کند.